# Bernward Vesper
Pour les articles homonymes, voir Bernward.
Bernward Vesper, né le 1er août 1938 à Francfort-sur-l'Oder et mort le 15 mai 1971  à Hambourg, est un écrivain, militant politique et éditeur allemand.
Après une éducation très stricte et pesante dans un domaine agricole, sous la férule de son père Will Vesper, ancien nazi non repenti, il fréquenta les milieux de l'extrême gauche radicale allemande des années 1960 et fut le compagnon de vie de Gudrun Ensslin, dont il eut un fils. Il est connu pour être l'auteur d'un long texte kaléidoscopique inachevé, Die Reise ('le Voyage'), où se mêlent éléments autobiographiques, considérations politiques, comptes rendus de séances sous drogue, coupures de journaux etc.

## Biographie
Bernward Vesper naquit dans une clinique privée à Francfort-sur-l'Oder, comme sixième enfant du poète völkisch Wilhelm Vesper, dit Will Vesper (1882–1962), et comme quatrième enfant de Rose Savrda, veuve Rimpau. Ludwig Arnold Rimpau –  que Bernward Vesper du reste confond, dans son roman-essai Die Reise (titre fr. le Voyage), avec Hans Rimpau (1854–1919) – mourut en 1936 et légua à sa veuve un domaine agricole dans le village de Triangel, à la lisière sud de la lande de Lunebourg, dans l'arrondissement de Gifhorn, à 27 km env. (à vol d'oiseau) au nord de la ville de Brunswick, domaine (Gut Triangel) où par conséquent Will Vesper put s'installer avec sa famille, et sur lequel vivaient également deux filles de Rose Vespers issues de son premier mariage. De longs passages de son œuvre autobiographique Die Reise  relatent son enfance, sa scolarité et sa jeunesse dans un Gifhorn des années 1950 qui n’avait d’idyllique que son apparence, et combien il a souffert de grandir dans un foyer parental autoritaire dans le village de Triangel.

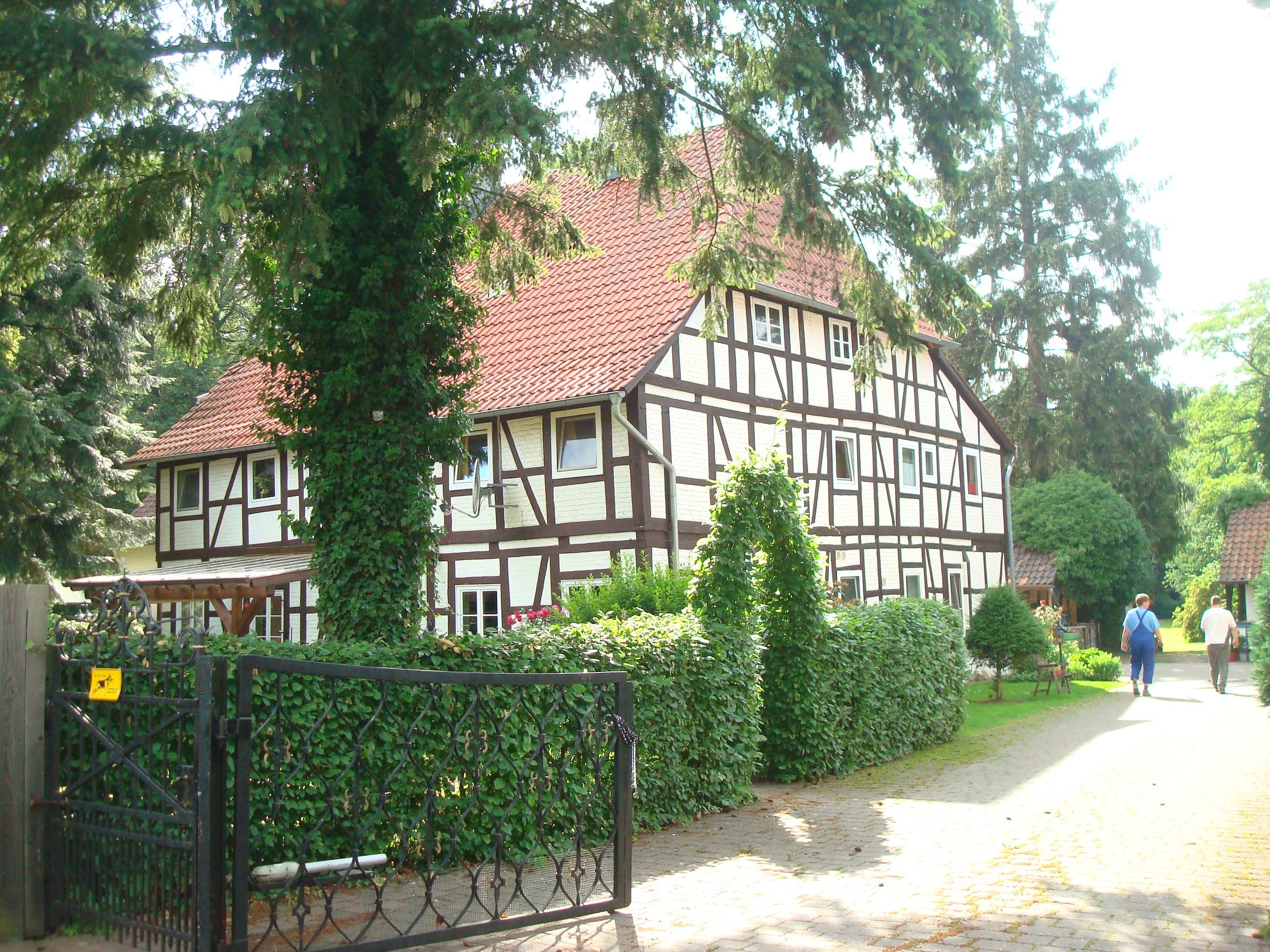
Maison domaniale des Vesper à Triangel, en bordure de la lande de Lunebourg.

Il passa son bac au lycée Otto-Hahn (Otto-Hahn-Gymnasium) de Gifhorn en 1959, puis, de cette date à 1961, suivit une formation pratique des métiers de libraire et d'éditeur dans la maison d'édition Westermann à Brunswick. Il entama ensuite des études d'histoire, de philologie germanique et de sciences sociales à l'université de Tübingen, assistant notamment aux cours de Walter Jens et de Ralf Dahrendorf. Il y fit la rencontre de Gudrun Ensslin, dont il devint l'amant et le fiancé, et en compagnie de laquelle il échangea Tübingen pour la Freie Universität de Berlin. En 1962, il obtint une bourse d'études de la Studienstiftung des deutschen Volkes ('Fondation d'études du peuple allemand'), dans le dessein de rédiger une thèse sous la direction de Ralf Dahrendorf. En 1963, il fonda conjointement avec Gudrun Ensslin la petite maison d'édition Studio Neue Literatur, chez laquelle ne furent édités en tout et pour tout que deux livres, un recueil de poésie de l'écrivain espagnol Gerardo Diego, et un ouvrage composé par Vesper lui-même intitulé Gegen den Tod (Stimmen deutscher Schriftsteller gegen die Atombombe), litt. Contre la mort (Voix d'écrivains allemands contre la bombe atomique), avec des contributions notamment de Heinrich Böll, Bertolt Brecht, Max Brod, Hans Magnus Enzensberger, Walter Jens, Marie-Luise Kaschnitz, Anna Seghers, Arnold Zweig etc. Il est vrai que, parallèlement, il eut soin de faire publier – avec l'appui de Gudrun Ensslin, et cela jusqu'en 1964 – quelques écrits posthumes de son père, à l'égard de la figure duquel il eut longtemps une attitude ambivalente, et dont manifestement il peinait à se détacher.
En 1965, Vesper, de même que Gudrun Ensslin, trouva à s'employer à Berlin-Ouest dans le Wahlkontor deutscher Schriftsteller, comme rédacteur de discours pour le compte de Willy Brandt et de Karl Schiller, dans la perspective des élections fédérales de 1965, mais mit fin à sa collaboration en 1968, en guise de protestation contre l'état d'urgence qui avait alors été décrété en Allemagne. Cette même année, après les brochures Voltaire qu'il avait créées dès 1966, il fonda les éditions Voltaire ainsi que les manuels Voltaire (Voltaire-Handbücher, série de monographies sur Mao, Malcolm X etc.). Le 13 mai 1967, à Berlin-Charlottenburg, vint au monde son fils Felix, cependant que Gudrun Ensslin, après qu'elle eut fait la connaissance d'Andreas Baader, allait bientôt s'éloigner peu à peu de lui, puis le quitter tout à fait en février 1968, pour plonger avec Baader dans la clandestinité. Néanmoins, il témoigna peu de temps après en sa faveur lorsque Ensslin passe en procès pour les incendies criminels du 2 avril 1968 au Kaufhaus de Francfort-sur-le-Main et demanda au tribunal d’être clément.
En 1969, Vesper commença la composition de son roman-essai Die Reise (trad. fr. sous le titre le Voyage), que cependant il ne sera pas en mesure d'achever. Ce vaste assemblage de fragments, pour la plupart autobiographiques, dont la matière est constituée de souvenirs d'enfance et de jeunesse, en particulier ses rapports avec son père, ses propres convictions politiques radicales ainsi que ses expériences avec l'usage de drogues (haschisch, LSD, mescaline), ne fut publié qu'en 1977 et passe aujourd'hui pour être un portrait marquant de la génération de mai 68 en Allemagne et un important document d'époque.
En 1971, à la suite d'une crise psychotique, Bernward Vesper fut interné en clinique psychiatrique à Haar, près de Munich, puis, grâce à l'intervention d'un de ses amis, transféré au CHU de Hambourg-Eppendorf, où il s'ôta la vie le 15 mai 1971 en avalant une surdose de somnifères.
Le roman-essai de Vesper a été porté à l'écran en 1986 par le metteur en scène suisse Markus Imhoof, sous le titre Die Reise ; Markus Boysen, Will Quadflieg, Corinna Kirchhoff et Claude-Oliver Rudolf y jouent les rôles principaux. La version radiophonique de "Die Reise" fut primé en 2003 par le Hörspielpreis der Akademie der Künste (Prix de la dramatique radiophonique de l'Académie allemande des Arts). En 2011 sortit le film d'Andres Veiel, intitulé Qui, à part nous (Wer wenn nicht wir), avec dans les rôles principaux August Diehl (incarnant Bernward Vesper), Lena Lauzemis (Gudrun Ensslin) et Alexander Fehling (Andreas Baader), lequel film s'appuie sur la triple biographie Vesper, Ensslin, Baader de Gerd Koenen, parue en 2003.

## Œuvres
- Die Reise. Romanessay. Édition établie d'après le manuscrit inachevé et pourvue d'une chronologie d'édition par Jörg Schröder. März-Verlag. Francfort-sur-le-Main, 1977. Éd. au format de poche chez Rowohlt Taschenbuch-Verlag. Reinbek 1983. Traduction française par Hélène Belletto-Sussel sous le titre le Voyage. Roman essai, Hachette, Coll. Bibliothèque allemande, 1981.  (ISBN 2-0100-6947-1).
- Ergänzungen zu Die Reise. Romanessay. Aus der Ausgabe letzter Hand. (Compléments au Voyage) Édition établie d'après le manuscrit inachevé par Jörg Schröder. März-Verlag. Francfort-sur-le-Main, 1979.
- Conjointement avec Gudrun Ensslin : Notstandsgesetze von Deiner Hand. Briefe. 1968-1969. (litt. : lois d'exception de Ta main. Lettres 1968-1969.) Édité par Caroline Harmsen, Ulrike Seyer et Johannes Ullmaier. Avec une postface de Felix Ensslin. Suhrkamp, Francfort-sur-le-Main, 2009.